# José González Ramos Campos
Blahoslavený José González Ramos Campos, řeholním jménem Ángel (Anděl) z Cañete la Real (24. února 1879, Cañete la Real – 6. srpna 1936, Antequera), byl španělský římskokatolický kněz, řeholník Řádu menších bratří kapucínů a mučedník.

## Život
Narodil se 24. února 1879 v Cañete la Real.
Vstoupil do noviciátu kapucínů v Massamagrell a přijal jméno Ángel. Časné sliby složil roku 1897 a věčné roku 1900. O rok později byl vysvěcen na kněze. Celý svůj život trpěl několika nemocemi. Byl učitelem v Antequeře, kvardiánem konventu v Granadě, Antequeře, Seville, Ubrique a v Sanlúcar de Barrameda. Později se stal provinciálem. Roku 1936 byla komunita v Antequeře obléhaná. Bratři nemohli opustit konvent. Dne 6. srpna 1936 odvedla milice otce Campose a další čtyři bratry (bl. Gil z Puerto de Santa María, Ignacio z Galdácana, José z Chauchiny a Crispín z Cuevas de San Marcos) na náměstí, kde dav žádal jejich smrt. Všech pět bratrů bylo na místě zastřeleno.

## Proces blahořečení
Proces jeho blahořečení byl zahájen roku 1954 v arcidiecézi Madrid spolu s dalšími jedenatřiceti spolubratry kapucíny.
Dne 27. března 2013 uznal papež František jejich mučednictví. Blahořečeni byli 13. října 2013 ve skupině 522 španělských mučedníků.